# 千倪
千倪（1989年—）原名：陈千林，是新劲的“美少女”漫画家。自小热爱绘画，才貌兼具，更在年仅13岁发表第一部自创漫画作品《调皮女生》。成为了一代年轻“美少女”漫画家。

## 个人简略
千倪的所有漫画作品都由她负责原创，导演到绘图一手包办。至今多数作品已在她就读中学时期发表。千倪作品风格崇美，故事都改编自亲生成长经历。女主角就是千倪自己，调皮可爱，而且会长大，可谓成长漫画故事。

## 漫画作品
- 《营CAMP2》（2009年）
- 《营CAMP1》（2007年）
- 《调皮学生》（2005年）
- 《调皮女生》（2003年）